# Nhạc pop Iran
Nhạc pop Iran (tiếng Ba Tư: موسیقی پاپ ایرانی; tiếng Anh: Iranian pop music) ý chỉ dòng nhạc pop bắt nguồn từ Iran, với các bài hát được thể hiện chủ yếu bằng tiếng Ba Tư và các ngôn ngữ địa phương của quốc gia này. Dòng nhạc này còn được biết đến rộng rãi ở các nước phương Tây với tên gọi "nhạc pop Ba Tư" hay "nhạc pop tiếng Ba Tư" (tiếng Anh: Persian pop music).

## Lịch sử

### Nhạc đại chúng Iran thời kỳ đầu
Nguồn gốc của dòng nhạc pop Iran có niên đại từ thời kỳ nhà Qajar thế kỷ 19. Sau khi radio được phát minh vào năm 1930 và sau Chiến tranh thế giới thứ hai, một dạng nhạc đại chúng đã nổi lên và bắt đầu phát triển ở Iran.

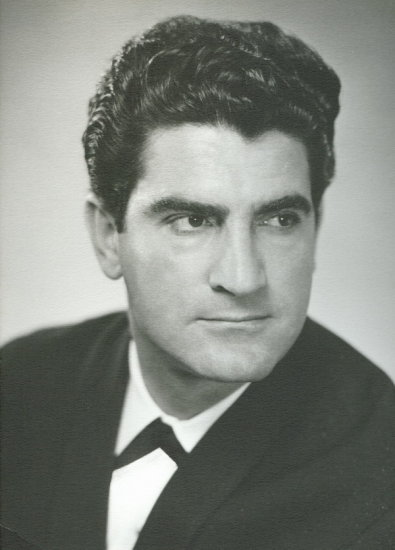
Nam ca sĩ Viguen, vị "Sultan" (ông hoàng) của dòng nhạc pop và nhạc jazz Iran.

### Những năm 1950 - 1970
Dòng nhạc pop chịu ảnh hưởng phương Tây của Iran nổi lên vào thập niên 1950. Cho đến trước những năm 1950, ngành công nghiệp âm nhạc Iran bị chi phối bởi các ca sĩ truyền thống. Nam ca sĩ Viguen, vốn được xem như vị "Sultan" (ông hoàng) của dòng nhạc pop và nhạc jazz Iran, là người đi đầu trong cuộc cách mạng này. Ông là một trong những ca sĩ đầu tiên của Iran biểu diễn cùng với cây guitar.
Một vài trong số những nghệ sĩ nhạc pop cổ điển Iran gồm có Andy, Aref, Dariush, Ebi, Faramarz Aslani, Farhad, Fereydun Farrokhzad, Giti Pashaei, Googoosh, Hassan Shamaizadeh, Haydeh, Homeyra, Leila Forouhar, Mahasti, Bijan Mortazavi, Nooshafarin, Parviz Maghsadi, Ramesh, Shahram Shabpareh và Varoujan.

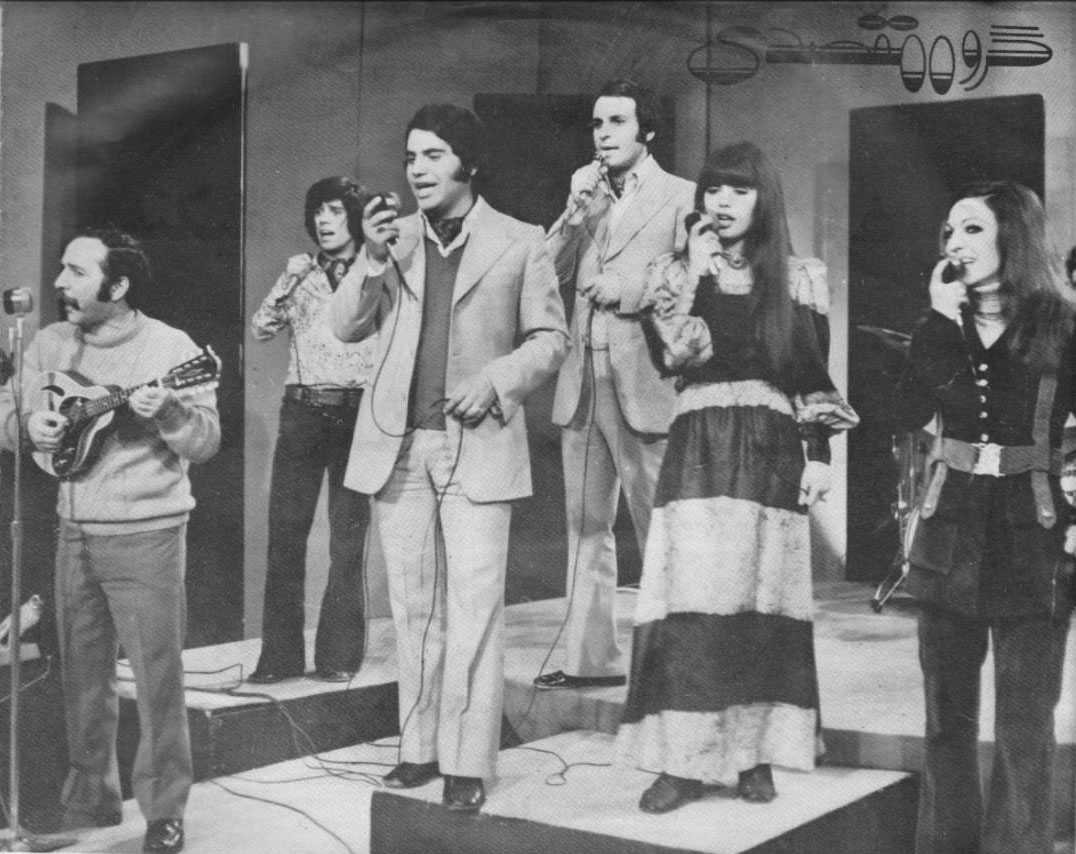
Ban nhạc Maghsadi. Từ trái qua phải: Onik, Dariush, Parviz, Keyvan, Masis và Neli. (thập niên 1960)
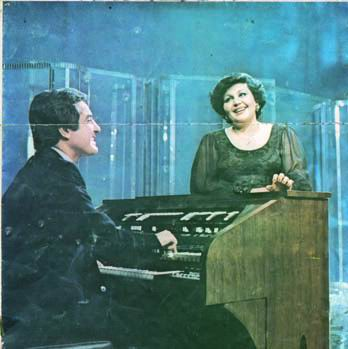
Hai nghệ sĩ Haydeh và Anoushirvan trên sóng đài Truyền hình Quốc gia Iran năm 1975.
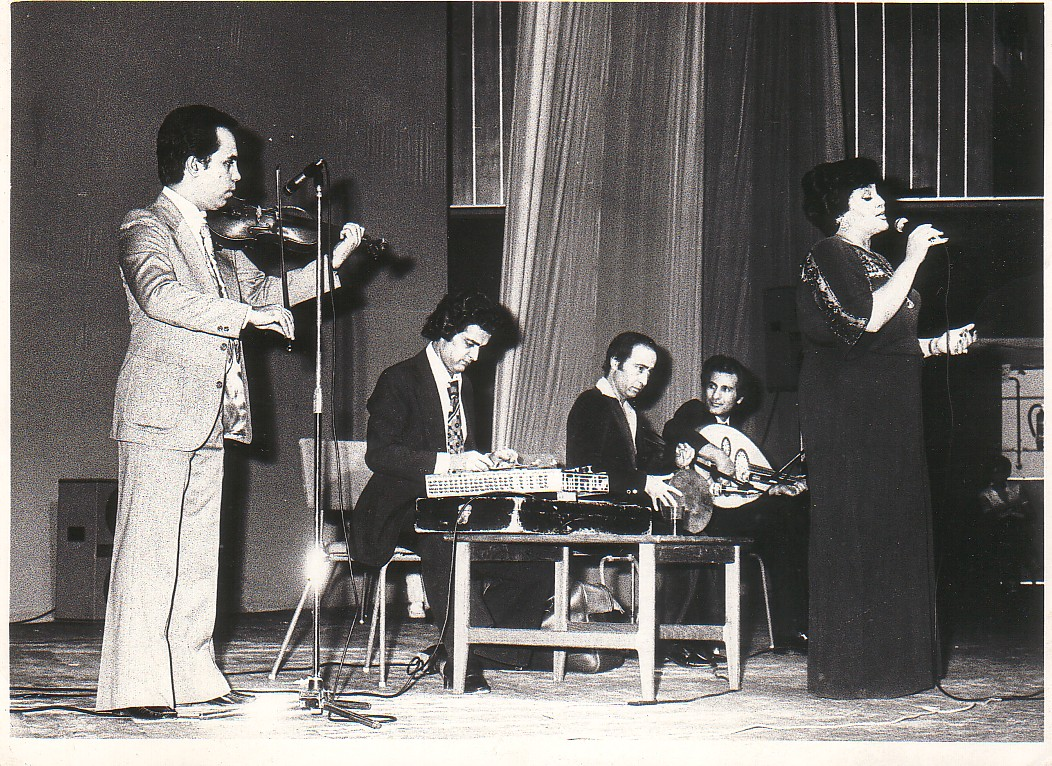
Haydeh, Loghman Adhami và các nghệ sĩ khác trong một buổi hòa nhạc.
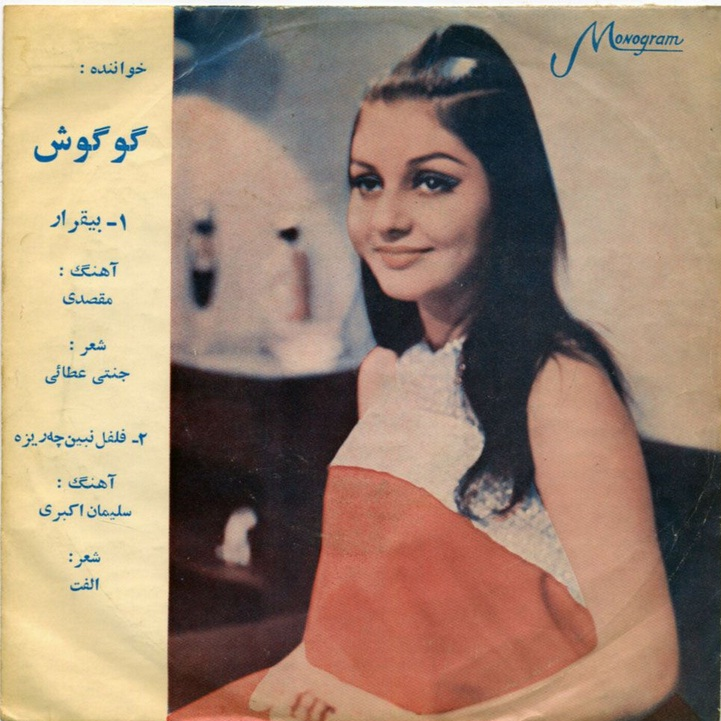
Hình ảnh nữ ca sĩ Googoosh trên một tấm bìa nhạc cũ.
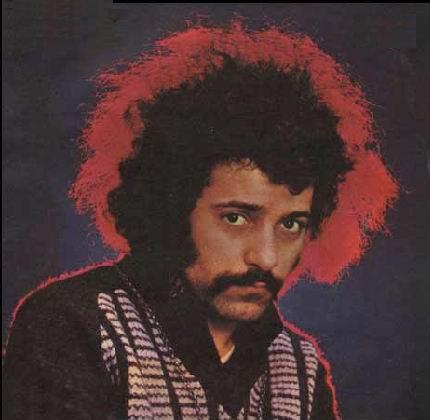
Nam ca sĩ Farhad Mehrad ở những năm 1970.
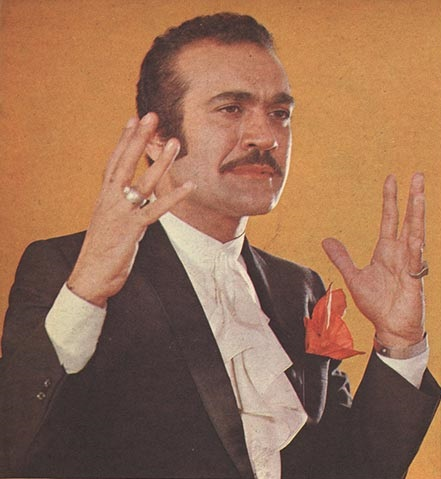
Hình chụp nam ca sĩ Fereydun Farrokhzad trên một tạp chí cũ.